# Ionidesmus extortus
Ionidesmus extortus är en mångfotingart som beskrevs av Hoffman 2005. Ionidesmus extortus ingår i släktet Ionidesmus och familjen Gomphodesmidae. Inga underarter finns listade i Catalogue of Life.